# 고성 동외동 유적
고성 동외동 패총(固城 東外洞 貝塚)은 대한민국 경상남도 고성군 고성읍 동외리 일원에 있는 패총이다. 1974년 12월 28일 경상남도의 기념물 제26호 동외동 패총으로 지정되었다가, 2018년 12월 20일 현재의 명칭으로 변경되었다.

## 개요
패총은 선사시대에 사람들이 버린 조가비 껍데기나 생활쓰레기들이 쌓여 이루어진 것으로 조개더미라 부른다.
1974년 동아대학박물관에 의해 부분적으로 발굴조사 되었다. 유물은 각종 토기·동물뼈로 만든 화살촉·중국 한나라의 거울조각·철기류·불탄쌀·사람뼈 조각들이 수습되었다.
고성 패총은 남부지방 원삼국문화의 발전규명과 당시 생활상태 및 중국과의 교류를 이해하는데 중요한 자료가 되는 곳이다.

## 참고 문헌
- 동외동패총 - 국가유산청 국가유산포털